# Большая Емельяшевка
Большая Емельяшевка — река в России, протекает по Туринскому району Свердловской области. Устье реки находится в 325 км по правому берегу реки Тавда. Длина реки составляет 93 км.
Высота устья — 49 м над уровнем моря.

## Притоки
- 31 км: Алька
- 52 км: Черемушка
- 80 км: Емельяшевка

## Данные водного реестра
По данным государственного водного реестра России относится к Иртышскому бассейновому округу, водохозяйственный участок реки — Тавда от истока и до устья, без реки Сосьва от истока до водомерного поста у деревни Морозково, речной подбассейн реки — Тобол. Речной бассейн реки — Иртыш.
Код объекта в государственном водном реестре — 14010502512111200013035.